# Liste der Mitglieder der belgischen Abgeordnetenkammer (52. Wahlperiode)
Diese Liste beinhaltet die Abgeordneten der belgischen Abgeordnetenkammer in der 52. Wahlperiode (2007–2010). Das Parlament hat 150 Mitglieder.

## Sitzverteilung
Die Kammer setzt sich seit dem 10. Juni 2007 wie folgt zusammen:
| niederländischsprachige Gruppe | niederländischsprachige Gruppe | französischsprachige Gruppe | französischsprachige Gruppe |
| Wahlkreis                      | Sitze                          | Wahlkreis                   | Sitze                       |
| ------------------------------ | ------------------------------ | --------------------------- | --------------------------- |
| Brüssel-Halle-Vilvoorde        | 9                              | Brüssel-Halle-Vilvoorde     | 13                          |
| Antwerpen                      | 24                             | Hennegau                    | 19                          |
| Ostflandern                    | 20                             | Lüttich                     | 15                          |
| Löwen                          | 7                              | Luxemburg                   | 4                           |
| Limburg                        | 12                             | Namur                       | 6                           |
| Westflandern                   | 16                             | Wallonisch-Brabant          | 5                           |
| Gesamt                         | 88                             | Gesamt                      | 62                          |

Sitzverteilung nach Parteien (nach den Wahlen 2007):
| Partei | Partei                                                                    | Sitze |
| ------ | ------------------------------------------------------------------------- | ----- |
| •      | Christlich-Demokratisch und Flämisch (CD&V) / Neu-Flämische Allianz (NVA) | 30    |
| •      | Reformbewegung (MR)                                                       | 23    |
| •      | Sozialistische Partei (PS)                                                | 20    |
| •      | Offene Flämische Liberale und Demokraten (Open VLD)                       | 18    |
|        | Flämische Belange (VB)                                                    | 17    |
|        | Sozialistische Partei – Anders (SP.A) – Flämische Progressive (VP)        | 14    |
|        | Ecolo – Grün!                                                             | 12    |
| •      | Demokratisch-Humanistisches Zentrum (CDH)                                 | 10    |
|        | Liste Dedecker (LDD)                                                      | 5     |
|        | Nationale Front (FN)                                                      | 1     |
| Gesamt | Gesamt                                                                    | 150   |

Regierungsparteien sind mit einem Punkt gekennzeichnet (•)

## Abgeordnete
| Name                                 | Fraktion                       | Sprachgruppe | Wahlkreis               | Anmerkung |
| ------------------------------------ | ------------------------------ | ------------ | ----------------------- | --- |
| Meyrem Almaci                        | Ecolo/Groen!                   | NL           | Antwerpen               | 0 |
| Gerolf Annemans                      | Vlaams Belang                  | NL           | Antwerpen               | (*) |
| André Antoine                        | centre démocrate Humaniste     | FR           | Wallonisch-Brabant      | ausgeschieden; Nachfolger ist: Brigitte Wiaux                                                                      |
| Marie Arena                          | Parti Socialiste               | FR           | Hennegau                | ausgeschieden; Nachfolger ist: Bruno Van Grootenbrulle                                                             |
| Josy Arens                           | centre démocrate Humaniste     | FR           | Luxemburg               | 0 |
| Liesbeth Van der Auwera              | Christen-Democratisch & Vlaams | NL           | Limburg                 | (CD&V) |
| Yolande Avontroodt                   | Open VLD                       | NL           | Antwerpen               | 0 |
| Daniel Bacquelaine                   | Mouvement Réformateur          | FR           | Lüttich                 | (PRL) |
| Sonja Becq                           | Christen-Democratisch & Vlaams | NL           | Brussel-Halle-Vilvoorde | 0 |
| François Bellot                      | Mouvement Réformateur          | FR           | Namur                   | (PRL) |
| Jef Van den Bergh                    | Christen-Democratisch & Vlaams | NL           | Antwerpen               | 0 |
| Maggie De Block                      | Open VLD                       | NL           | Brussel-Halle-Vilvoorde | 0 |
| Hendrik Bogaert                      | Christen-Democratisch & Vlaams | NL           | West-Flandern           | 0 |
| Rita De Bont                         | Vlaams Belang                  | NL           | Antwerpen               | 0 |
| Hans Bonte                           | Socialistische Partij anders   | NL           | Brussel-Halle-Vilvoorde | 0 |
| Freya Van den Bossche                | Socialistische Partij anders   | NL           | Ost-Flandern            | 0 |
| Juliette Boulet                      | Ecolo/Groen!                   | FR           | Hennegau                | 0 |
| Christine Van Broeckhoven            | Socialistische Partij anders   | NL           | Antwerpen               | 0 |
| Christian Brotcorne                  | centre démocrate Humaniste     | FR           | Hennegau                | 0 |
| Agnes Bruyninckx-Vandenhoudt         | Vlaams Belang                  | NL           | West-Flandern           | ausgeschieden; Nachfolger ist: Peter Logghe                                                                        |
| Valérie De Bue                       | Mouvement Réformateur          | FR           | Wallonisch-Brabant      | (PRL) |
| Koen Bultinck                        | Vlaams Belang                  | NL           | West-Flandern           | 0 |
| Colette Burgeon                      | Parti Socialiste               | FR           | Hennegau                | 0 |
| Ludo Van Campenhout                  | Open VLD                       | NL           | Antwerpen               | 0 |
| Benoît Cerexhe                       | centre démocrate Humaniste     | FR           | Brussel-Halle-Vilvoorde | ausgeschieden; Nachfolger ist: Clotilde Nyssens                                                                    |
| Olivier Chastel                      | Mouvement Réformateur          | FR           | Hennegau                | (PRL) ausgeschieden; Nachfolger sind: Olivier Destrebecq, Françoise Colinia                                        |
| Hilde Claes                          | Socialistische Partij anders   | NL           | Limburg                 | ausgeschieden; Nachfolger ist: Ludwig Vandenhove                                                                   |
| Stefaan De Clerck                    | Christen-Democratisch & Vlaams | NL           | West-Flandern           | ausgeschieden; Nachfolger ist: Patrick De Groote (N-VA)                                                            |
| Bernard Clerfayt                     | Mouvement Réformateur          | FR           | Brussel-Halle-Vilvoorde | ausgeschieden; Nachfolger ist: Xavier Baeselen                                                                     |
| Patrick Cocriamont                   | Front National                 | FR           | Hennegau                | 0 |
| Guy Coëme                            | Parti Socialiste               | FR           | Lüttich                 | 0 |
| Alexandra Colen                      | Vlaams Belang                  | NL           | Antwerpen               | 0 |
| Philippe Collard                     | Mouvement Réformateur          | FR           | Luxemburg               | (MCC) |
| Pieter De Crem                       | Christen-Democratisch & Vlaams | NL           | Ost-Flandern            | (CD&V) ausgeschieden; Nachfolger sind: Lieve Van Daele (CD&V), Jenne De Potter (CD&V)                              |
| Herman De Croo                       | Open VLD                       | NL           | Ost-Flandern            | 0 |
| Jean-Luc Crucke                      | Mouvement Réformateur          | FR           | Hennegau                | ausgeschieden; Nachfolger ist: Olivier Destrebeck (PRL)                                                            |
| Guy D’haeseleer                      | Vlaams Belang                  | NL           | Ost-Flandern            | 0 |
| Rik Daems                            | Open VLD                       | NL           | Leuven                  | 0 |
| Michel Daerden                       | Parti Socialiste               | FR           | Lüttich                 | ausgeschieden; Nachfolger ist: Thierry Giet (*)                                                                    |
| Maryse Declercq-Robert               | Parti Socialiste               | FR           | Namur                   | ausgeschieden; Nachfolger sind: Jean-Marc Délizée, Valérie Déom                                                    |
| Jean-Marie Dedecker                  | LDD/PGV                        | NL           | West-Flandern           | (*) |
| Katia della Faille-de Limburg Stirum | Open VLD                       | NL           | Leuven                  | 0 |
| Rudy Demotte                         | Parti Socialiste               | FR           | Hennegau                | ausgeschieden; Nachfolger ist: Camille Dieu                                                                        |
| Roel Deseyn                          | Christen-Democratisch & Vlaams | NL           | West-Flandern           | 0 |
| Maya Detiège                         | Socialistische Partij anders   | NL           | Antwerpen               | 0 |
| Carl Devlies                         | Christen-Democratisch & Vlaams | NL           | Leuven                  | ausgeschieden; Nachfolger ist: Ingrid Claes (CD&V)                                                                 |
| Patrick Dewael                       | Open VLD                       | NL           | Limburg                 | ausgeschieden; Nachfolger ist: Bruno Steegen                                                                       |
| Elio Di Rupo                         | Parti Socialiste               | FR           | Hennegau                | ausgeschieden; Nachfolger ist: Philippe Blanchart                                                                  |
| Leen Dierick                         | Christen-Democratisch & Vlaams | NL           | Ost-Flandern            | 0 |
| Marijke Dillen                       | Vlaams Belang                  | NL           | Antwerpen               | ausgeschieden; Nachfolger ist: Luc Sevenans                                                                        |
| François-Xavier de Donnea            | Mouvement Réformateur          | FR           | Brussel-Halle-Vilvoorde | 0 |
| Michel Doomst                        | Christen-Democratisch & Vlaams | NL           | Brussel-Halle-Vilvoorde | 0 |
| Dalila Douifi                        | Socialistische Partij anders   | NL           | West-Flandern           | 0 |
| Daniel Ducarme                       | Mouvement Réformateur          | FR           | Brussel-Halle-Vilvoorde | 0 |
| Denis Ducarme                        | Mouvement Réformateur          | FR           | Hennegau                | 0 |
| Christian Dupont                     | Parti Socialiste               | FR           | Hennegau                | ausgeschieden; Nachfolger sind: Sophie Pécriaux, Isabelle Privé                                                    |
| Claude Eerdekens                     | Parti Socialiste               | FR           | Namur                   | 0 |
| Francis Van den Eynde                | Vlaams Belang                  | NL           | Ost-Flandern            | 0 |
| André Flahaut                        | Parti Socialiste               | FR           | Wallonisch-Brabant      | 0 |
| Jean-Jacques Flahaut                 | Mouvement Réformateur          | FR           | Hennegau                | (MCC) |
| Catherine Fonck                      | centre démocrate Humaniste     | FR           | Hennegau                | ausgeschieden; Nachfolger ist: David Lavaux                                                                        |
| André Frédéric                       | Parti Socialiste               | FR           | Lüttich                 | 0 |
| Jacqueline Galant                    | Mouvement Réformateur          | FR           | Hennegau                | (PRL) |
| Zoé Genot                            | Ecolo/Groen!                   | FR           | Brussel-Halle-Vilvoorde | 0 |
| Muriel Gerkens                       | Ecolo/Groen!                   | FR           | Lüttich                 | 0 |
| Georges Gilkinet                     | Ecolo/Groen!                   | FR           | Namur                   | 0 |
| Luc Goutry                           | Christen-Democratisch & Vlaams | NL           | West-Flandern           | 0 |
| Hagen Goyvaerts                      | Vlaams Belang                  | NL           | Leuven                  | 0 |
| Karel De Gucht                       | Open VLD                       | NL           | Ost-Flandern            | ausgeschieden; Nachfolger ist: Mathias De Clercq                                                                   |
| Stefaan Van Hecke                    | Ecolo/Groen!                   | NL           | Ost-Flandern            | 0 |
| Philippe Henry                       | Ecolo/Groen!                   | FR           | Lüttich                 | 0 |
| Kattrin Jadin                        | Mouvement Réformateur          | DE           | Lüttich                 | (PFF) einzige Abgeordnete aus der deutschsprachigen Gemeinschaft Belgiens                                          |
| Hervé Jamar                          | Mouvement Réformateur          | FR           | Lüttich                 | (PRL) ausgeschieden; Nachfolger ist: Olivier Hamal (PRL)                                                           |
| Patrick Janssens                     | Socialistische Partij anders   | NL           | Antwerpen               | ausgeschieden; Nachfolger ist: Caroline Gennez (SP.a) ausgeschieden; Nachfolger ist: David Geerts                  |
| Pierre-Yves Jeholet                  | Mouvement Réformateur          | FR           | Lüttich                 | (PRL) ausgeschieden; Nachfolger ist: Josée Lejeune (PRL)                                                           |
| Gerald Kindermans                    | Christen-Democratisch & Vlaams | NL           | Limburg                 | 0 |
| Meryame Kitir                        | Socialistische Partij anders   | NL           | Limburg                 | 0 |
| Sabien Lahaye-Battheu                | Open VLD                       | NL           | West-Flandern           | 0 |
| Fouad Lahssaini                      | Ecolo/Groen!                   | FR           | Brussel-Halle-Vilvoorde | 0 |
| Marie-Claire Lambert                 | Parti Socialiste               | FR           | Lüttich                 | 0 |
| Renaat Landuyt                       | Socialistische Partij anders   | NL           | West-Flandern           | 0 |
| Sabine Laruelle                      | Mouvement Réformateur          | FR           | Namur                   | (PRL) ausgeschieden; Nachfolger ist: David Clarinval (PRL)                                                         |
| Carine Lecomte                       | Mouvement Réformateur          | FR           | Luxemburg               | (PRL) |
| Peter Leyman                         | Christen-Democratisch & Vlaams | NL           | Ost-Flandern            | ausgeschieden; Nachfolger ist: Lieve Van Daele                                                                     |
| Greet Van Linter                     | Vlaams Belang                  | NL           | Brussel-Halle-Vilvoorde | ausgeschieden; Nachfolger ist: Bart Laeremans                                                                      |
| Dirk Van der Maelen                  | Socialistische Partij anders   | NL           | Ost-Flandern            | 0 |
| Martine De Maght                     | LDD/PGV                        | NL           | Ost-Flandern            | 0 |
| Olivier Maingain                     | Mouvement Réformateur          | FR           | Brussel-Halle-Vilvoorde | 0 |
| Filip De Man                         | Vlaams Belang                  | NL           | Brussel-Halle-Vilvoorde | 0 |
| Marie-Christine Marghem              | Mouvement Réformateur          | FR           | Hennegau                | (MCC) |
| Alain Mathot                         | Parti Socialiste               | FR           | Lüttich                 | 0 |
| Yvan Mayeur                          | Parti Socialiste               | FR           | Brussel-Halle-Vilvoorde | 0 |
| Charles Michel                       | Mouvement Réformateur          | FR           | Wallonisch-Brabant      | ausgeschieden; Nachfolger ist: Jacques Otlet                                                                       |
| Joëlle Milquet                       | centre démocrate Humaniste     | FR           | Brussel-Halle-Vilvoorde | ausgeschieden; Nachfolger ist: Georges Dallemagne                                                                  |
| Patrick Moriau                       | Parti Socialiste               | FR           | Hennegau                | 0 |
| Jan Mortelmans                       | Vlaams Belang                  | NL           | Antwerpen               | 0 |
| Linda Musin                          | Parti Socialiste               | FR           | Lüttich                 | 0 |
| Nathalie Muylle                      | Christen-Democratisch & Vlaams | NL           | West-Flandern           | 0 |
| Jean-Marc Nollet                     | Ecolo/Groen!                   | FR           | Hennegau                | (*) |
| Flor Van Noppen                      | Christen-Democratisch & Vlaams | NL           | Antwerpen               | 0 |
| Laurette Onkelinx                    | Parti Socialiste               | FR           | Brussel-Halle-Vilvoorde | ausgeschieden; Nachfolger ist: Jean Cornil                                                                         |
| Guido De Padt                        | Open VLD                       | NL           | Ost-Flandern            | ausgeschieden: Nachfolger ist: Ine Somers                                                                          |
| Katrien Partyka                      | Christen-Democratisch & Vlaams | NL           | Leuven                  | 0 |
| Jan Peeters                          | Socialistische Partij anders   | NL           | Antwerpen               | 0 |
| Kris Peeters                         | Christen-Democratisch & Vlaams | NL           | Antwerpen               | (CD&V) ausgeschieden; Nachfolger ist: Jan Jambon (N-VA)                                                            |
| Corinne De Permentier                | Mouvement Réformateur          | FR           | Brussel-Halle-Vilvoorde | (PRL) |
| André Perpète                        | Parti Socialiste               | FR           | Luxemburg               | 0 |
| Jan Peumans                          | Christen-Democratisch & Vlaams | NL           | Limburg                 | ausgeschieden; Nachfolger ist: Yalcin Hiläl                                                                        |
| Charles Picqué                       | Parti Socialiste               | FR           | Brussel-Halle-Vilvoorde | ausgeschieden; Nachfolger ist: Karine Lalieux                                                                      |
| Maxime Prévot                        | centre démocrate Humaniste     | FR           | Namur                   | 0 |
| Vincent Van Quickenborne             | Open VLD                       | NL           | West-Flandern           | ausgeschieden; Nachfolger ist: Sofie Staelraeve                                                                    |
| Els De Rammelaere                    | Christen-Democratisch & Vlaams | NL           | West-Flandern           | (N-VA) |
| Florence Reuter                      | Mouvement Réformateur          | FR           | Brussel-Halle-Vilvoorde | (PRL) |
| Didier Reynders                      | Mouvement Réformateur          | FR           | Lüttich                 | ausgeschieden; Nachfolger ist: Luc Gustin                                                                          |
| Herman Van Rompuy                    | Christen-Democratisch & Vlaams | NL           | Brussel-Halle-Vilvoorde | wurde am 31. Dezember 2008 belgischer Premierminister und ist somit ausgeschieden; Nachfolger ist Ben Weyts (N-VA) |
| Véronique Salvi                      | centre démocrate Humaniste     | FR           | Hennegau                | 0 |
| Johan Sauwens                        | Christen-Democratisch & Vlaams | NL           | Limburg                 | ausgeschieden; Nachfolger sind: Ivo Belet (CD&V), Ralf Terwingen                                                   |
| Mia De Schamphelaere                 | Christen-Democratisch & Vlaams | NL           | Antwerpen               | 0 |
| Willem-Frederik Schiltz              | Open VLD                       | NL           | Antwerpen               | 0 |
| Bert Schoofs                         | Vlaams Belang                  | NL           | Limburg                 | 0 |
| Marie-Dominique Simonet              | centre démocrate Humaniste     | FR           | Lüttich                 | ausgeschieden; Nachfolger ist: Joseph George                                                                       |
| Sarah Smeyers                        | Christen-Democratisch & Vlaams | NL           | Ost-Flandern            | 0 |
| Thérèse Snoy et d’Oppuer             | Ecolo/Groen!                   | FR           | Wallonisch-Brabant      | 0 |
| Bart Somers                          | Open VLD                       | NL           | Antwerpen               | 0 |
| Gerda Van Steenberge                 | Vlaams Belang                  | NL           | Ost-Flandern            | ausgeschieden; Nachfolger ist: Barbara Pas                                                                         |
| Bruno Stevenheydens                  | Vlaams Belang                  | NL           | Ost-Flandern            | 0 |
| Tinne Van der Straeten               | Ecolo/Groen!                   | NL           | Brussel-Halle-Vilvoorde | 0 |
| Eric Thiébaut                        | Parti Socialiste               | FR           | Hennegau                | 0 |
| Carina Van Tittelboom–Van Cauter     | Open VLD                       | NL           | Ost-Flandern            | 0 |
| Bruno Tobback                        | Socialistische Partij anders   | NL           | Leuven                  | 0 |
| Bart Tommelein                       | Open VLD                       | NL           | West-Flandern           | (*) bis Juni 2009, ausgeschieden; Nachfolger ist: Roland Defreyne                                                  |
| Bruno Tuybens                        | Socialistische Partij anders   | NL           | Ost-Flandern            | 0 |
| Ilse Uyttersprot                     | Christen-Democratisch & Vlaams | NL           | Ost-Flandern            | 0 |
| Bruno Valkeniers                     | Vlaams Belang                  | NL           | Antwerpen               | 0 |
| Luc Van Biesen                       | Open VLD                       | NL           | Brussel-Halle-Vilvoorde | 0 |
| Jo Vandeurzen                        | Christen-Democratisch & Vlaams | NL           | Limburg                 | ausgeschieden; Nachfolger ist: Peter Luyckx                                                                        |
| Peter Vanvelthoven                   | Socialistische Partij anders   | NL           | Limburg                 | ausgeschieden; Nachfolger ist Magda Raemaekers                                                                     |
| Hilde Vautmans                       | Open VLD                       | NL           | Limburg                 | (*) ab Juli 2009                                                                                                   |
| Stefaan Vercamer                     | Christen-Democratisch & Vlaams | NL           | Ost-Flandern            | 0 |
| Mark Verhaegen                       | Christen-Democratisch & Vlaams | NL           | Antwerpen               | 0 |
| Servais Verherstraeten               | Christen-Democratisch & Vlaams | NL           | Antwerpen               | 0 |
| Geert Versnick                       | Open VLD                       | NL           | Ost-Flandern            | 0 |
| Jurgen Verstrepen                    | LDD/PGV                        | NL           | Antwerpen               | ausgeschieden; Nachfolger ist: Rob Van de Velde                                                                    |
| Inge Vervotte                        | Christen-Democratisch & Vlaams | NL           | Antwerpen               | (CD&V) ausgeschieden; Nachfolger sind: Katrien Schryvers (CD&V), Luc Peetermans                                    |
| Dirk Vijnck                          | LDD/PGV                        | NL           | Leuven                  | zwischenzeitlich Open VLD                                                                                          |
| Linda Vissers                        | Vlaams Belang                  | NL           | Limburg                 | ausgeschieden; Nachrücker ist: Annick Pontier                                                                      |
| Wouter De Vriendt                    | Ecolo/Groen!                   | NL           | West-Flandern           | 0 |
| Melchior Wathelet junior             | centre démocrate Humaniste     | FR           | Lüttich                 | ausgeschieden; Nachfolger ist: Marie-Martine Schyns                                                                |
| Ulla Werbrouck                       | LDD/PGV                        | NL           | West-Flandern           | ausgeschieden; Nachfolger ist: Paul Vanhie                                                                         |
| Bart De Wever                        | Christen-Democratisch & Vlaams | NL           | Antwerpen               | (N-VA), ausgeschieden; Nachfolger ist Kristof Waterschoot (CD&V)                                                   |

- (*) Fraktionsvorsitzender

## Parlamentspräsidium
- Vorsitzender: Herman Van Rompuy (CD&V)
- Erster Stellvertretender Vorsitzender: Olivier Chastel (MR)
- Zweiter Stellvertretender Vorsitzender: Jean-Marc Delizée (PS)
- Dritter Stellvertretender Vorsitzender: Herman De Croo (Open VLD)
- Vierter Stellvertretender Vorsitzender: Bart Laeremans (VB)
- Fünfter Stellvertretender Vorsitzender: Bart De Wever (N-VA)
- Erster Schriftführer: Hans Bonte (SP.a)
- Zweiter Schriftführer: Tinne Van der Straeten (Groen!)
- Dritter Schriftführer: Corinne De Permentier (MR)
- Vierter Schriftführer: Maggie De Block (Open VLD)

## Fraktionsvorsitzende
- Fraktionsvorsitzender CD&V/N-VA: Pieter De Crem (CD&V), ausgeschieden, Nachfolger: Servais Verherstraeten (CD&V)
- Fraktionsvorsitzender MR: Daniel Bacquelaine (PRL)
- Fraktionsvorsitzender PS: Thierry Giet
- Fraktionsvorsitzender Open VLD: Bart Somers
- Fraktionsvorsitzender SP.a/Spirit: Dirk Van Der Maelen (SP.a)
- Fraktionsvorsitzender VB: Gerolf Annemans
- Fraktionsvorsitzender Ecolo-Groen!: Jean-Marc Nollet (Ecolo)

## Abkürzungsverzeichnis
- CD&V: Christen-Democratisch & Vlaams
- N-VA: Nieuw-Vlaamse Alliantie
- Open VLD: Open Vlaamse Liberalen en Democraten
- Socialistische Partij Anders: Socialistische Partij anders
- VB: Vlaams Belang
- LDD: Lijst Dedecker
- Groen!

- MR: Mouvement Réformateur
- PRL: Parti Réformateur Libéral
- MCC: Mouvement des Citoyens pour le Changement
- PFF: Partei für Freiheit und Fortschritt
- FDF: Front Démocratique des Francophones
- PS: Parti Socialiste
- cdH: centre démocrate Humaniste
- Écolo: Ecologistes Confédérés pour l’Organisation de Luttes Originales
- FN: Front National